# Argyrophis diardii
Espèce
Synonymes
- Typhlops diardii Schlegel, 1839
- Asiatyphlops diardii (Schlegel, 1839)
- Argyrophis horsfieldii Gray, 1845
- Typhlops striolatus Peters, 1861
- Typhlops barmanus Stoliczka, 1872
- Typhlops tephrosoma Wall, 1908
- Typhlops fusconotus Brongersma, 1934
- Typhlops diardii platyventris Khan, 1998
- Asiatyphlops diardii platyventris (Khan, 1998)

Statut de conservation UICN

 LC  : Préoccupation mineure
Argyrophis diardii est une espèce de serpents de la famille des Typhlopidae. 

## Répartition
Cette espèce se rencontre :
- au Pakistan ;
- en Inde en Assam e en Arunachal Pradesh ;
- au Népal ;
- au Bangladesh ;
- en Birmanie ;
- en Chine dans les provinces de Hainan et du Yunnan ;
- en Thaïlande ;
- au Viêt Nam ;
- au Cambodge ;
- en Malaisie péninsulaire ;
- en Indonésie sur les îles de Nias, de Weh, de Sumatra, de Bangka et de Bornéo.

Sa présence est incertaine en Nouvelle-Guinée.

## Liste des sous-espèces
Selon The Reptile Database (26 août 2014) :
- Argyrophis diardii diardii (Schlegel, 1839)
- Argyrophis diardii platyventris (Khan, 1998)

## Étymologie
Cette espèce est nommée en l'honneur de Pierre-Médard Diard.

## Publications originales
- Khan, 1998 : Notes on Typhlops diardi SCHLEGEL, 1839, with description of a new subspecies (Squamata, Serpentes, Scolecophidia). Pakistan Journal of Zoology, vol. 30, no 3, p. 221-231 (texte intégral).
- Schlegel, 1839 : Abbildungen neuer oder unvollständig bekannter Amphibien, nach der Natur oder dem Leben entworfen und mit einem erläuternden Texte begleitet. Arne and Co., Düsseldorf, p. 1-141 (texte intégral).